# Botanophila robusta
Botanophila robusta este o specie de muște din genul Botanophila, familia Anthomyiidae. A fost descrisă pentru prima dată de Stein în anul 1920. Conform Catalogue of Life specia Botanophila robusta nu are subspecii cunoscute.